# يوكي يامامرا
يوكي يامامرا (باليابانية: 山村 佑樹) (1 أغسطس 1990 في كاواساكي في اليابان – )؛ هو لاعب كرة قدم ياباني سابق كان يلعب كمهاجم.

## وصلات خارجية
- يوكي يامامرا على موقع رابطة كرة القدم اليابانية للمحترفين (اليابانية)
- يوكي يامامرا على موقع قاعدة بيانات كرة القدم.إي يو (الإنجليزية)
- يوكي يامامرا على موقع Soccerway.com (الإنجليزية)
- يوكي يامامرا على موقع عالم كرة القدم.نت (الإنجليزية)